# 方世聪
方世聪（1941年—），法国籍华人油画家。

## 简介
籍贯宁波镇海。1941年，生于上海。1960年-1965年，就读于上海美术专科学校油画系。毕业后，曾担任上海戏剧学院美术系油画教研室主任讲师。1985年，担任上海黄浦画院副院长，上海教育局美术教育研究会常务理事。
1987年，赴法国国立装饰美术学院访问。之后，在法国发展。

## 代表作品
- 《心愿》
- 《东方少女》
- 《老师》